# 27 octobre
Pour les articles homonymes, voir Vingt-Sept-Octobre.
27 septembre 27 novembre
Chronologies thématiques
- Croisades
- Ferroviaires
- Sports
- Disney
- Anarchisme
- Catholicisme

Abréviations / Voir aussi
- (° 1852) = né en 1852
- († 1885) = mort en 1885
- a.s. = calendrier julien
- n.s. = calendrier grégorien
- Calendrier
- Calendrier perpétuel
- Liste de calendriers
- Naissances du jour

Le 27 octobre est le 300e jour de l'année du calendrier grégorien, 301e lorsqu'elle est bissextile (il en reste ensuite 65).
C'était généralement l'équivalent du 6 brumaire du calendrier républicain ou révolutionnaire français, officiellement dénommé jour de l'héliotrope (une fleur).

## Événements

### VIIIesiècle
- 710 : début de l'invasion arabe en Sardaigne.

### XIesiècle
- 1075 : fin de la révolte des Saxons contre Henri IV du Saint-Empire.

### XIIIesiècle
- 1275 : plus ancienne mention de la ville d'Amsterdam.

### XVIIesiècle
- 1614 : ouverture des États généraux du royaume de France le lundi, dans la grande salle de l'Hôtel du Petit-Bourbon, en face du palais royal du Louvre à Paris.
- 1644 : seconde bataille de Newbury, pendant la première guerre civile anglaise.
- 1662 : Louis XIV rachète Dunkerque à l'Angleterre, la ville devient ainsi définitivement française.

### XIXesiècle
- 1806 : entrée de l'armée française à Berlin.
- 1807 : traité de Fontainebleau sur l'occupation du Portugal, signé entre la France et l'Espagne[1].
- 1817 : proclamation du Royaume de Madagascar à Toamasina, immédiatement reconnu par le Royaume-Uni[2].
- 1873 : échec d'une tentative de restauration monarchique en France, à la suite d'une lettre du « comte de Chambord » dans laquelle il refuse l'adoption du drapeau tricolore[2].

### XXesiècle
- 1907 : massacre de Černová (en), en actuelle Slovaquie[3].
- 1922 : la Rhodésie du Sud rejette son rattachement à l'Union sud-africaine[4].
- 1946 : promulgation de la Constitution de la Quatrième République française.
- 1953 : résolution no 100 du Conseil de sécurité des Nations unies sur la Palestine.
- 1956 : signature du traité sur la Sarre, entre l'Allemagne de l'Ouest et la France, cette dernière reconnaissant le rattachement de la Sarre à l'Allemagne, à compter du 1er janvier 1957.
- 1971 : début du mouvement de zaïrianisation, en République démocratique du Congo.
- 1972 : constitution légale du parti politique français Front national.
- 1978 : prix Nobel de la paix conjoint, pour Anouar el-Sadate et Menahem Begin.
- 1981 : le sous-marin soviétique S-363 s'échoue sur les côtes suédoises.
- 1986 : l'ONU et l'AIEA font entrer en vigueur la Convention sur la notification rapide d'un accident nucléaire, établie après la catastrophe de Tchernobyl et adoptée le 26 septembre 1986[5].
- 1991 : indépendance du Turkménistan vis-à-vis de l'U.R.S.S.

### XXIesiècle
- 2002 : Luiz Inácio Lula da Silva est élu président de la république fédérative du Brésil.
- 2005 :
  - début d'émeutes, dans des banlieues françaises, qui se prolongeront jusqu'au 17 novembre.
  - En Antarctique, l'iceberg B-15A se fissure en plusieurs morceaux, au niveau du cap Adare.
- 2017 : le Parlement de Catalogne proclame la République catalane et son indépendance vis-à-vis de l'Espagne.
- 2018 : au Gabon, second tour des élections législatives.
- 2019 :
  - en Allemagne, dans le Land de Thuringe, les élections régionales se tiennent, afin d'élire les 88 députés de la 7e législature du Landtag, pour un mandat de cinq ans. Le parti d'extrême droite AfD enregistre une forte progression, lors de ce scrutin[6].
  - En Argentine, le premier tour de l'élection présidentielle se tient, afin d'élire le président et le vice-président de l'Argentine pour une durée de quatre ans. Le scrutin se tient en même temps que les élections législatives et sénatoriales[7]. C'est le péroniste Alberto Fernández qui l'emporte dès ce premier tour[8].
  - En Belgique, Sophie Wilmès est nommée Première ministre chargée des affaires courantes, en remplacement de Charles Michel.
  - En Bulgarie, le 1er tour des élections municipales a lieu, afin d'élire les conseils municipaux et les maires des municipalités du pays[9].
  - En Colombie, les élections régionales ont lieu, afin de renouveler les gouverneurs et les assemblées de ses 32 départements, ainsi que les alcaldes (maires) et les conseils municipaux des municipalités[10].
  - En Italie, dans la région centrale de l'Ombrie, les élections régionales ont lieu, afin d'élire le président et les conseillers de la XIe législature de l'Assemblée législative locale, pour un mandat de cinq ans.
  - À Oman, les élections législatives ont lieu, afin de renouveler les membres du Conseil consultatif du sultanat[11].
  - En Syrie, Abou Bakr al-Baghdadi, le « calife » de l'organisation État islamique est tué dans un raid de l'armée américaine à Baricha, dans le nord-ouest du pays[12].
  - En Uruguay, les élections générales ont lieu, et un second tour est programmé le 24 novembre 2019, afin d'élire simultanément le président et le vice-président, ainsi que les 99 membres de la chambre des représentants et les trente membres du Sénat. Un référendum constitutionnel sur un ensemble de mesures sécuritaires est organisé simultanément[13].
- 2024 :
  - en Bulgarie : les élections législatives ont lieu de manière anticipée afin d'élire les 240 députés de l'Assemblée nationale pour un mandat de quatre ans[14].
  - au Japon, les élections législatives ont lieu de manière anticipée afin de renouveler ses 465 membres pour un mandat de quatre ans[15].
  - en Lituanie, le second tour des élections législatives a lieu afin de renouveler pour quatre ans les membres du parlement, le Seimas[16].
  - en Ouzbékistan, les élections législatives ont lieu afin de renouveler la Chambre législative. Des élections régionales et municipales sont organisés en même temps que le premier tour[17].
  - en Uruguay, les élections générales ont lieu ce jour et le 24 novembre 2024 afin d'élire simultanément le président et le vice-président du pays ainsi que les 99 membres de la chambre des représentants et les 30 membres du Sénat. Un double référendum constitutionnel a lieu en même temps que le premier tour[18].

## Arts, culture et religion
- 1553 : Michel Servet est brûlé vif, sur ordre du Grand Conseil de Genève.
- 1987 : sortie européenne de la NES de Nintendo.
- 2010 : sortie du film Vénus noire d'Abdellatif Kechiche.
- 2016 : lancement doux d'Asphalt Xtreme, sur Android et iOS, à l'occasion de celui de la Paris Games Week.
- 2017 : 
  - sortie du jeu vidéo Super Mario Odyssey, de Nintendo, sur Nintendo Switch.
  - Sortie du jeu vidéo Assassin's Creed Origins, d'Ubisoft Montréal, sur Microsoft Windows, PlayStation 4 et Xbox One.

## Économie et société
- 1994 : première publicité en ligne, sur le site Internet de Wired.
- 1998 : création du Mouvement des entreprises de France (MéDEF), nouveau nom de l'organisation patronale française.
- 2003 : le premier radar automatique français est inauguré par le ministre de l'Intérieur Nicolas Sarkozy au bord de la R.N. 20 près de la ville du Bois dans l'Essonne[19].
- 2009 : le tribunal correctionnel de Paris condamne 36 des 42 personnalités accusées dans l'affaire des ventes d'armes à l'Angola.
- 2018 : aux États-Unis, en Pennsylvanie, à Pittsburgh, dans une synagogue, une fusillade provoque 11 morts.
- 2020 : un attentat à la bombe, visant la madrassa Jamia Zubairia dans le quartier de Dir Colony à Peshawar au Pakistan, tue huit personnes et en blesse 136 autres.

## Naissances

### XIIesiècle
- 1156 : Raymond VI, comte de Toulouse († 2 août 1222).

### XVesiècle
- 1401 : Catherine de Valois, fille du roi Charles VI de France, reine consort d'Angleterre, de 1420 à 1422, épouse de Henry V († 3 janvier 1437).
- 1469 : Érasme, humaniste et théologien néerlandais († 12 juillet 1536).

### XVIIIesiècle
- 1782 : Niccolò Paganini, violoniste et compositeur italien († 27 mai 1840).
- 1791 : Georges Frédéric Langermann, soldat des guerres napoléoniennes et général belge († 15 mai 1861).
- 1793 : Pierre-Bienvenu Noailles, prêtre catholique français († 8 février 1861).

### XIXesiècle
- 1811 : Isaac Merrit Singer, inventeur et industriel américain († 23 juillet 1875).
- 1840 : Vittorio Imbriani, écrivain italien († 1er janvier 1886).
- 1841 : Guillaume-Marie-Joseph Labouré, prélat français († 21 avril 1906).
- 1846 : Paul LaRocque, évêque catholique québécois († 15 août 1926).
- 1858 : Theodore Roosevelt, homme politique et militaire américain, 26e président des États-Unis de 1901 à 1909 († 6 janvier 1919).
- 1883 : Antonio Aparisi-Serres, médecin et écrivain franco-espagnole († 15 juin 1956)
- 1894 : Albert Préjean, acteur français († 1er novembre 1979).
- 1895 : Yvonne Jean-Haffen, artiste peintre, dessinatrice, graveuse et céramiste française († 24 novembre 1993).
- 1900 : Romelia Alarcón Folgar, poétesse, journaliste et suffragette guatémaltèque († 19 juillet 1971).

### XXesiècle
- 1907 : Frank Roberts, diplomate britannique († 7 janvier 1998).
- 1908 : Victor Desarzens, chef d'orchestre suisse († 13 février 1986).
- 1909 : Alice Ferrières, résistante, Juste parmi les nations († 8 septembre 1988).
- 1910 : Jack Carson, acteur américain († 2 janvier 1963).
- 1911 : 
  - Leif Erickson (William Wycliffe Anderson dit), acteur américain († 29 janvier 1986).
  - Daniel P. Mannix, écrivain et journaliste américain († 29 janvier 1997).
  - Maurice Perrin, coureur cycliste sur piste, champion olympique en 1932 († 2 janvier 1992).
- 1912 : Madeleine Sologne (Madeleine Simone Vouillon dite), actrice française († 31 mars 1995).
- 1913 : Otto Wichterle, chimiste tchèque († 18 août 1998).
- 1914 : Dylan Thomas, poète et écrivain britannique († 9 novembre 1953).
- 1915 : Harry Saltzman, producteur et scénariste canadien († 28 septembre 1994).
- 1918 : Teresa Wright, actrice américaine († 6 mars 2005).
- 1920 : Nanette Fabray (Nanette Ruby Bernadette Fabares dite), actrice américaine († 22 février 2018).
- 1921 : Pierre Simonet, militaire et fonctionnaire français, compagnon de la Libération († 5 novembre 2020).
- 1922 :
  - Ruby Dee (Ruby Ann Wallace dite), actrice, scénariste et productrice américaine († 11 juin 2014).
  - Michel Galabru, acteur français († 4 janvier 2016).
  - Léon Gautier, fusilier marin des F.F.L., dernier survivant des commandos Kieffer ayant participé au débarquement de Normandie en juin 1944, à compter du 17 avril 2021.
  - Ralph Kiner, joueur de baseball américain († 6 février 2014).
- 1923 : Roy Lichtenstein, peintre américain († 29 septembre 1997).
- 1924 : Alain Bombard, médecin et biologiste français († 19 juillet 2005).
- 1925 : Warren Christopher, homme politique et diplomate américain, secrétaire d'État de 1993 à 1997 († 18 mars 2011).
- 1926 : 
  - Harry Robbins « Bob » Haldeman, homme politique américain, chef de cabinet de la Maison-Blanche de 1969 à 1973 († 12 novembre 1993).
  - Marie Antoinette Brown-Sherman, écrivaine et professeure libérienne, première présidente d'université en Afrique († 3 juin 2004).
- 1928 : Gilles Vigneault, poète, auteur-compositeur et interprète québécois.
- 1931 : Nawal El Saadawi, psychiatre, sage-femme et écrivaine féministe égyptienne († 21 mars 2021).
- 1932 : 
  - Jean-Pierre Cassel (Jean-Pierre Crochon dit), acteur français († 19 avril 2007).
  - Sylvia Plath, poétesse américaine († 11 février 1963).
- 1933 : 
  - Floyd Cramer, pianiste américain († 31 décembre 1997).
  - Earle Wells, skipper néo-zélandais, champion olympique († 1er octobre 2021).
- 1934 : 
  - Robert Capia, acteur et antiquaire français († 1er octobre 2012).
  - Jacqueline Dulac (Jacqueline Rosine Adrienne Dulac), chanteuse française bourbonnaise.
- 1936 : 
  - Suzanne Paradis, romancière et poète québécoise.
  - Nicolas Zourabichvili, compositeur français d'origine géorgienne par son père et germano-russe par sa mère.
- 1937 : Eugen Ekman, gymnaste finlandais, champion olympique.
- 1938 : Daniel Kahane, architecte français.
- 1939 :
  - John Cleese, acteur britannique issu de la troupe des Monty Python.
  - Jean Djorkaeff, footballeur français.
- 1940 : John Gotti, malfaiteur américain († 10 juin 2002).
- 1941 : Yvon Picotte, homme politique québécois.
- 1943 : Jean Schultheis, chanteur français.
- 1945 : Carrie Snodgress, actrice américaine († 1er avril 2004).
- 1946 :
  - Peter James Ganci, Jr., pompier américain († 11 septembre 2001).
  - Steven Ray Nagel, astronaute américain († 21 août 2014).
  - Ivan Reitman, réalisateur canadien d’origine tchèque.
- 1949 : Garry Tallent, musicien américain du groupe E Street Band.
- 1951 : 
  - Kenneth « K. K. » Downing, musicien britannique, guitariste du groupe Judas Priest.
  - Éric Morena, chanteur lyrique et parodique français († 16 novembre 2019).
- 1952 :
  - Roberto Benigni, acteur et réalisateur italien.
  - Brigitte Engerer, pianiste française († 23 juin 2012).
  - Francis Fukuyama, philosophe et économiste américain.
- 1953 :
  - Michael Allan Baker, astronaute américain.
  - Christine Lamer (Lise Laplante dite), actrice québécoise.
- 1954 : Jan Duursema, dessinatrice américaine.
- 1956 : 
  - Michèle Chardonnet, athlète française spécialiste du 110 m haies, médaillée olympique.
  - Patty Sheehan, golfeuse américaine.
- 1958 :
  - Simon Le Bon, chanteur et musicien britannique du groupe Duran Duran.
  - Emmanuel « Manu » Katché, chanteur et musicien français.
  - Érick Rémy, chroniqueur artistique et animateur québécois de radio et de télé.
- 1961 : 
  - Pascale Doger, judokate française.
  - Evariste Twana wibina, homme politique de la République démocratique du Congo.
- 1963 : Stéphane Moulin, arbitre international français de football († 8 novembre 2020).
- 1964 : Mary T. Meagher, nageuse américaine, triple championne olympique.
- 1965 :
  - Oleg Kotov (Олег Валериевич Котов), cosmonaute russe.
  - Vincent Mc Doom, styliste et ancien speaker français.
  - Oleh Mikhniouk, militaire ukrainien († 20 août 2014).
  - Cynthia Eckert, rameuse américaine.
- 1966 : Nicole Petignat, première femme arbitre de football en Suisse.
- 1967 :
  - Joey Starr (Didier Morville dit), rappeur et comédien français issu du duo musical Suprême NTM.
  - Scott Weiland, chanteur américain des groupes Stone Temple Pilots et Velvet Revolver.(† 3 décembre 2015).
- 1968 : 
  - Radhouane Charbib, civil tunisien, le plus grand homme vivant jusqu'en 2005.
  - Bertrand Damaisin, judoka français, médaillé olympique.
- 1970 : Alain Boghossian, ancien joueur de football professionnel français.
- 1971 : Michael « Mike » Ricci, hockeyeur professionnel canadien.
- 1972 : 
  - Santiago Botero, coureur cycliste colombien.
  - Elissar « Elissa » Khoury, chanteuse libanaise.
  - Maria Mutola, athlète mozambicaine spécialiste du demi-fond, championne olympique.
- 1973 : 
  - Sophie Deraspe, réalisatrice et scénariste québécoise.
  - Anthony Doerr, écrivain américain.
- 1975 : 
  - Loránt Deutsch (Laszlo Matekovics dit), comédien français.
  - Zadie Smith, écrivaine britannique.
  - Nicole Herschmann, bobeuse allemande.
- 1977 : Giorgia Cardaci, actrice italienne.
- 1978 : 
  - Sergueï Samsonov (Сергей Викторович Самсонов), hockeyeur professionnel russe.
  - Fatma Nasser, actrice tunisienne.
- 1979 : Léa Salamé (Hala Salamé dite), journaliste de télévision et de radiophonie franco-libanaise.
- 1980 : 
  - Seth Gueko (Nicolas Salvadori dit), chanteur français.
  - María Teresa Arévalo Caraballo, femme politique espagnole.
- 1981 : Kristi Richards, skieuse acrobatique canadienne.
- 1982 : Patrick Fugit, acteur américain.
- 1983 : Martin Prado, joueur de baseball vénézuélien.
- 1984 : Danijel Subašić, footballeur croate.
- 1986 : Alba Flores, actrice espagnole.
- 1988 : T-Wayne (Tyshon Dwayne Nobles dit), rappeur américain.
- 1991 : Nahamie Sambou, lutteuse sénégalaise.
- 1992 :
  - Stephan El Shaarawy, footballeur international italien.
  - Brandon Saad, hockeyeur américain.
- 1994 : Rasmus Ristolainen, hockeyeur sur glace finlandais.
- 1997 : Lonzo Ball, basketteur américain.
- 1998 : 
  - Lisa Mamié, nageuse suisse.
  - Dayot Upamecano, footballeur français.
  - Ronan Dupont, docteur en mathématiques appliquées.

## Décès

### Xesiècle
- 939 : Æthelstan, roi d'Angleterre de 924 à 939 (° vers 895).

### XVesiècle
- 1449 : Ulugh Beg (میرزا محمد طارق بن شاہ رخ), savant et sultan de l'Empire timuride (° 1394).

### XVIesiècle
- 1553 : Michel Servet, théologien et médecin espagnol, brûlé vif à Genève pour hérésie (° 29 septembre 1511).

### XVIIesiècle
- 1700 : Armand Jean Le Bouthillier de Rancé, religieux français (° 9 janvier 1626).

### XVIIIesiècle
- 1777 : Charles Antoine de La Roche-Aymon, prélat français (° 17 février 1697).

### XIXesiècle
- 1808 : Gabriel Louis de Caulaincourt, militaire français (° 15 novembre 1740).
- 1835 : Charles Letombe, architecte français (° 6 juillet 1782).
- 1846 : Louis Auguste Victor de Ghaisne de Bourmont, militaire français (° 2 septembre 1773).
- 1861 : Marcellin Jobard, lithographe belge (° 17 mai 1792).
- 1886 :
  - Robert Collier, homme politique et juge britannique (° 21 juin 1817).
  - Hermann von Wichmann, général de cavalerie allemand (° 15 décembre 1820).

### XXesiècle
- 1943 : 
  - Seigō Nakano, homme politique japonais (° 12 février 1886).
  - Pierre Tresso, homme politique italien (° 30 janvier 1893).
- 1948 : Charles-Gaston Levadé, compositeur français (° 3 janvier 1869).
- 1952 : 
  - Josef Bartoš, musicographe tchèque (° 4 mars 1887).
  - John Pratt, homme politique britannique (° 9 septembre 1873).
- 1962 : Enrico Mattei, industriel italien (° 29 avril 1906).
- 1964 : Rudolph Maté (Rudolf Mayer dit), réalisateur polonais (° 21 janvier 1898).
- 1968 : Lise Meitner, physicienne autrichienne (° 17 novembre 1878).
- 1972 : Katherine Oppenheimer, biologiste et botaniste germano-étatsunienne (° 8 août 1910).
- 1974 : André Granet, architecte français (° 6 mai 1881).
- 1977 : James Mallahan Cain, écrivain américain (° 1er juillet 1892).
- 1980 : John Hasbrouck van Vleck, physicien américain, prix Nobel de physique en 1977 (° 13 mars 1899).
- 1987 : Jean Hélion (Jean Bichier dit), peintre français (° 21 avril 1904).
- 1990 :
  - Xavier Cugat, chef d'orchestre cubain d’origine espagnole (° 1er janvier 1900).
  - Jacques Demy, cinéaste français (° 5 juin 1931).
  - Ugo Tognazzi, acteur et réalisateur italien (° 23 mars 1922).
- 1996 : 
  - Madame Soleil (Germaine Moritz Soleil dite), astrologue française (° 18 juillet 1913).
  - Arthur Tremblay, homme politique québécois (° 18 juin 1917).
- 1997 : François-Henri de Virieu, journaliste, animateur et producteur de télévision français (° 18 décembre 1931).
- 1998 : 
  - Reidar Kvammen, footballeur et entraîneur norvégien (° 23 juillet 1914).
  - Winnie van Weerdenburg, nageuse néerlandaise (° 1er octobre 1946).
- 1999 :
  - Charlotte Perriand, architecte et designer française (° 24 octobre 1903).
  - Vazgen Sargsian (Վազգեն Սարգսյան), homme politique et militaire arménien, Premier ministre en 1999 (° 5 mars 1959).
- 2000 : Lida Baarova (Ludmila Babková dite), actrice tchèque (° 7 septembre 1914).

### XXIesiècle
- 2001 : Sophie Tatischeff, monteuse et réalisatrice française (° 23 octobre 1946).
- 2002 : André de Toth, réalisateur américain (° 15 mai 1912).
- 2004 :
  - Pierre Béarn, homme de lettres français (° 15 juin 1902).
  - Serginho, footballeur brésilien (° 19 octobre 1974).
- 2005 : 
  - Georges Guingouin, résistant français (° 2 février 1913).
  - George Swindin, footballeur anglais (° 4 décembre 1914).
- 2006 : 
  - Ghulam Ishaq Khan (غلام اسحاق خان), homme politique et militaire pakistanais, président du Pakistan de 1988 à 1993 (° 20 janvier 1915).
  - Georges Le Baill, homme politique français (° 18 août 1939).
- 2007 : 
  - Grégoire Dubreuil, écrivain, critique littéraire et libraire français (° 1956).
  - Moira Lister, actrice et écrivaine britannique (° 6 août 1923).
  - Khun Sa, trafiquant de drogue birman (° 17 février 1934).
  - Paul-Olivier « Paul-O. » Trépanier, homme politique québécois (° 4 octobre 1923).
  - Henk Vredeling, homme politique néerlandais (° 20 novembre 1924)
- 2008 : André Revuz, mathématicien français (° 15 mars 1914).
- 2009 : Pierre Doris, comédien français (° 29 octobre 1919).
- 2010 : 
  - Saqr ben Mohamed Al Qassimi, émir émirati (° 1918 ou 1920).
  - Pierre Boutet, ténor québécois (° 6 novembre 1925).
  - Fermo Camellini, cycliste sur route italo-français (° 7 décembre 1914).
  - Frédéric Darras, footballeur français (° 19 août 1966).
  - Jean Dupuy, joueur de rugby à XV français (° 25 mai 1934).
  - Néstor Kirchner, homme politique et avocat argentin, président de l'Argentine de 2003 à 2007 (° 25 février 1950).
- 2012 : 
  - Jacques Dupin, homme de lettres français (° 4 mars 1927).
  - Hans Werner Henze, compositeur allemand (° 1er juillet 1926).
  - Paulette Isaïa, résistante française (° 26 novembre 1911).
- 2013 : Lewis Alan « Lou » Reed, chanteur et guitariste américain (° 2 mars 1942).
- 2014 : Daniel Boulanger, écrivain français de l'Académie Goncourt (° 24 janvier 1922).
- 2015 : 
  - Ayerdhal (Marc Soulier dit), écrivain français (° 26 janvier 1959).
  - Betsy Drake, actrice américaine, troisième épouse de Cary Grant (° 11 septembre 1923).
- 2016 : Takahito de Mikasa / 三笠宮 崇仁 親王 殿下, membre de la famille impériale japonaise (º  2 décembre 1915).
- 2018 : Ntozake Shange, dramaturge, poétesse et artiste de performance américaine (º  18 octobre 1948).
- 2020 : Gao Fengwen (chinois : 高丰文), joueur de football international chinois devenu ensuite entraîneur (º  1er novembre 1939).
- 2021 :
  - Sandy Carmichael, joueur écossais de rugby à XV (° 2 février 1944).
  - Bob Ferry, joueur et dirigeant américain de basket-ball (° 31 mai 1937).
  - Jacek Niedźwiedzki, joueur de tennis polonais (° 7 juin 1951).
  - Wakefield Poole, danseur classique, chorégraphe et réalisateur américain (° 24 février 1936).
- 2023 :
  - Anne Heywood, actrice britannique (º  11 décembre 1931).
  - Jeannine Leduc, femme politique belge (° 5 juin 1939).
  - Li Keqiang, homme d'État chinois (° 1er juillet 1955).
  - Viktor Mamatov, biathlète soviétique puis russe (° 21 juillet 1937).
  - Jean Pellissier, skieur-alpiniste italien (° 30 juillet 1972).
  - Senno Salzwedel, haltérophile est-allemand puis allemand (° 24 août 1959).
- 2024 :
  - Claude Huriet, professeur agrégé de médecine et homme politique français (° 24 mai 1930).
  - Lily Li Li-li, actrice chinoise (° 14 juin 1956).
  - Yaacov Terner, militaire et homme politique israélien (° 27 février 1935).

## Célébrations

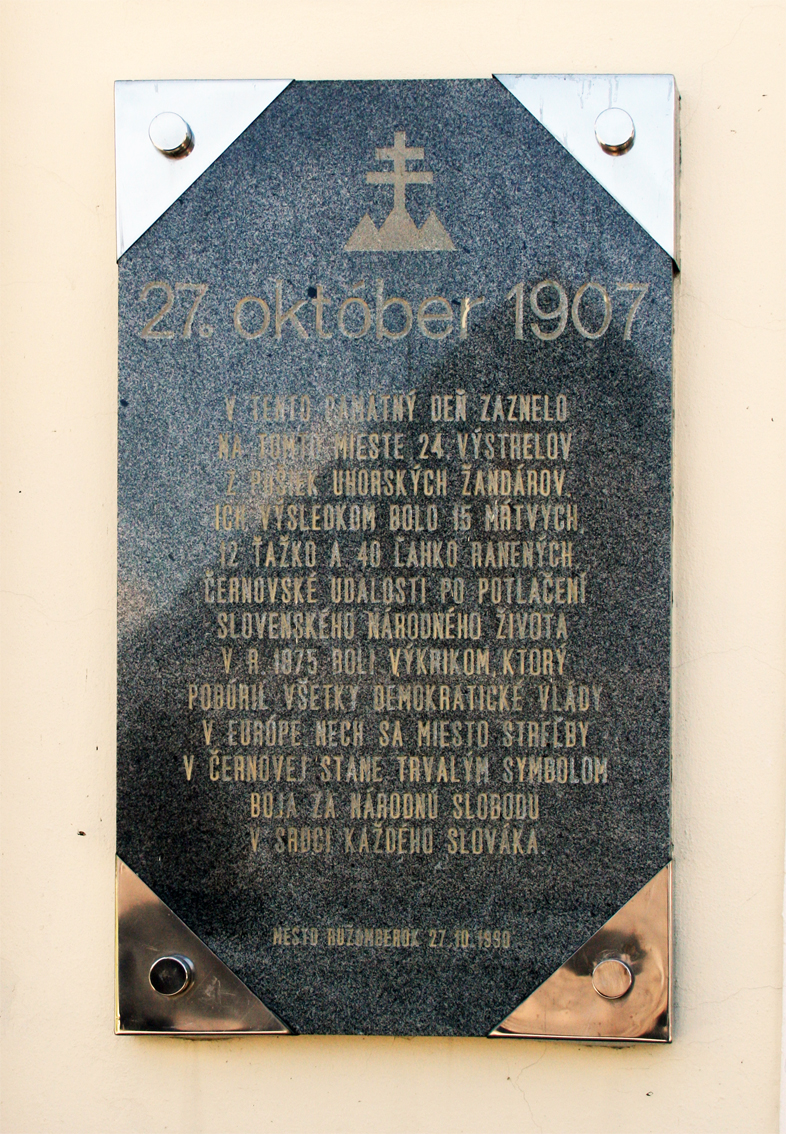
Plaque commémorative d'un massacre à Černová en Slovaquie

- Unesco : journée mondiale du patrimoine audiovisuel[20]
- Journée mondiale de l’ergothérapie[21].

- États-Unis : jour de la marine[22].
- Saint-Vincent-et-les-Grenadines : fête nationale de l'indépendance commémorant à la fois leur autonomie de 1969 et leur indépendance politique(s) de 1979 vis-à-vis du Royaume-Uni.
- Slovaquie : journée commémorative d'un massacre de Černová (en)[3].
- Turkménistan : fête nationale commémorant son indépendance politique vis-à-vis de l'(ex-)URSS en 1991.

- Christianisme : station dans l'église des Disciples avec déposition des martyrs Marianus et Valens et de l'évêque de Jérusalem Martyrios (478-486), et lectures de Héb. 13, 17(-21) et Jn 10, 11(-16), dans le lectionnaire de Jérusalem.

### Saints chrétiens du jour

#### Catholiques et orthodoxes
Saints du jour, :
- Abbain († VIe siècle), abbé fondateur du monastère de Kill-Abbain.
- Abraham de Manouf († IVe siècle), ermite à Tabennèse, sous la direction de saint Pacôme le Grand.
- Capitoline et Erothéïde († 304), patricienne, sa servante, martyres à Césarée de Cappadoce.
- Colmann († 632), abbé au monastère de Senboth en Irlande.
- Cyriaque († 606) — ou « Kyriakos » —, patriarche de Constantinople.
- Didier d'Auxerre († 621), évêque.
- Dimitri de Bessarabie (IIIe siècle), moine.
- Elesban (†523), roi d'Aksoum.
- Flore (?), évêque de Pula.
- Frumence d'Aksoum († vers 383), considéré par les Éthiopiens comme le fondateur de leur Église, sous le nom d’« Abba Salama ».
- Gaudiose l'Africain (Ve siècle), évêque.
- Génitour et compagnons (IVe siècle), Martyrs dans l'Indre.
- Marcien († IIIe siècle), Luce et Victe, martyrs à Rome.
- Maxime († IVe siècle), Venance, Lucien, Comice et Donat, martyrs à Civita-di-Penne, près de Chieti, Italie.
- Namace († 462), évêque de Clermont-Ferrand.
- Nestor († 306), martyr à Thessalonique.
- Odrain († 563), disciple de saint Colomba d'Iona.
- Tekla († 710), moine en Éthiopie.
- Thraséas († 171), évêque, Polycarpe, Caïus, Alexandre, Néon, Diodore, Métrobe, martyrs en Phrygie.
- Vandalet († 261), et Florent, martyrs à Til-Châtel.
- Vincent († 304), Sabine et Chrystète, martyrs à Avila.

#### Saints et bienheureux catholiques
Saints et béatifiés du jour :
- Antoinette de Brescia († 1507), bienheureuse religieuse dominicaine italienne.
- Barthélémy de Bragance († 1270), bienheureux religieux dominicain italien devenu évêque.
- Ciriaco Olarte Y Pérez De Mendiguren († 1936), bienheureux prêtre espagnol, martyr lors de la guerre civile espagnole.
- José Javier Gorosterratzu Jaunarena († 1936), bienheureux prêtre espagnol, martyr lors de la guerre civile espagnole.
- Juan Antonio Solinas († 1683), bienheureux prêtre jésuite italien, martyr en Argentine.
- Julián Pozo Y Ruiz De Samaniego († 1936), bienheureux prêtre espagnol, martyr lors de la guerre civile espagnole.
- Miguel Goñi Ariz († 1936), bienheureux prêtre espagnol, martyr lors de la guerre civile espagnole.
- Pedro Ortiz de Zárate († 1683), bienheureux prêtre espagnol, martyr en Argentine.
- Pedro Romero Espejo († 1936), bienheureux prêtre espagnol, martyr lors de la guerre civile espagnole.
- Émeline († 1178), religieuse à Longeville-sur-la-Laines, au monastère de Boulancourt.
- Sauveur Mollar Ventura († 1936), Bienheureux franciscain, martyr de la guerre d'Espagne[25].

#### Saints orthodoxes
Outre les saints œcuméniques voire pré-schismatiques ci-avant, aux dates parfois "juliennes" / orientales...
- Nestor de Kiev († 1114), Moine.

### Prénoms
Bonne fête aux Émeline et ses variantes ou diminutifs : Émelia, Émelie, Émelina, Émelyn, Émelyne, Emmelie, Emmeline et Emmy (mais Ermelinde plutôt deux jours plus tard les 29 octobre).
Et aussi aux :
- Amina et sa variante Aminata.
- Aux Antoinette et ses variantes ou diminutifs : Antonia, Antonie, Toinette et Toinon, Tonia, Tonya.
- Aux Argantel et ses variantes autant bretonnes : Arc'hantael, Argantael, Argentael, etc.
- Aux Christelle et ses variantes : Christal, Christalle, Christel, Christele, Chrystele, Cristele, Kristel, Kristelle, Chrystel, etc.
- Aux Évariste,
- Gamaliel,
- Miliau et ses variantes : Meliaw, Méliau, Miliaw, Milio, etc.

## Traditions et superstitions

### Astrologie
- Signe du zodiaque : 5e jour du Scorpion.

### Dictons du jour
- « À la sainte-Antoinette, la neige s'apprête. »[26]
- « À la sainte-Émeline, journée de bruine. »[réf. nécessaire]
- « À saint-Évariste, jour de pluie, jour triste. »[27] (veille du 26 octobre ?)
- « Gelée de sainte-Émeline tue la vermine. »[27]

## Toponymie
- Les noms de plusieurs voies, places, sites ou édifices de pays ou provinces francophones contiennent cette date sous diverses graphies : voir Vingt-Sept-Octobre .